# ويزاناب (دودانغة)
ویزاناب (بالفارسية: ویزناب) هي منطقة سكنية تقع في إيران في قسم دودانغة الریفي. يقدر عدد سكانها بـ 144 نسمة.